# Umeå kungsgård

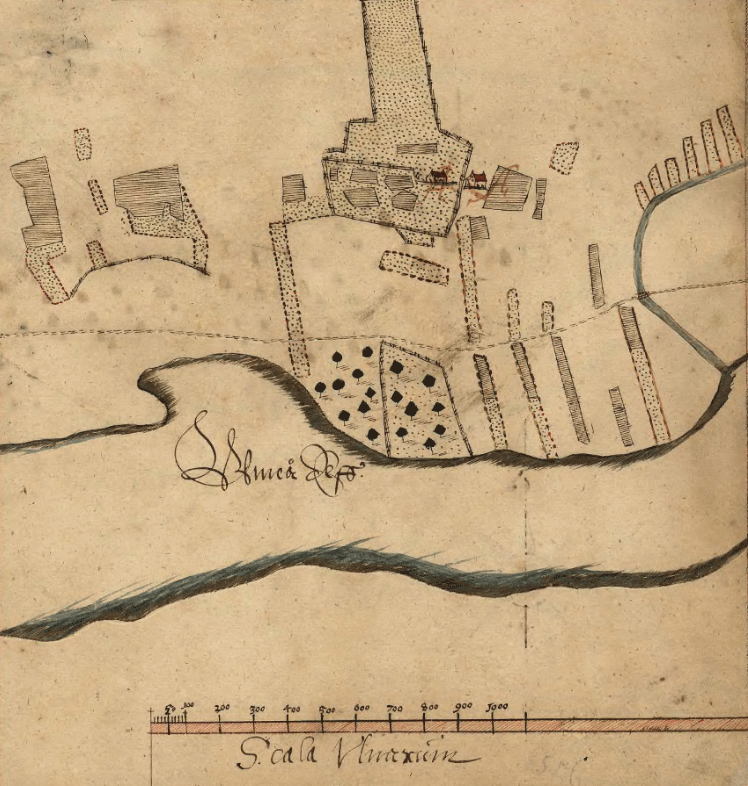
Kungsgårdens ägor, enligt en geometrisk avritning från 1642 av Olof Tresk. Det stora vattendraget är Umeälven och det lilla vattendraget till höger, som korsas av den prickade vägen, är Tvärån.

Umeå kungsgård var under perioden 1557–1566 en avelsgård och kungsgård som Gustav Vasa drev inte långt från Backens kyrka i det blivande Umeå. Därefter fungerade den fram till början av 1600-talet som fogdesäte under namnet Backa kungsgård.
Kungsgården kom till på jord belägen i byarna Grubbe, Hiske, Backen och Yttertavle. Denna jord hade 1556 upplåtits av befallningsmannen Lasse Olsson och hans hustru vilka i utbyte erhållit Norrala kungsgård. Till detta kom socknens prästbord. Året därpå uppgavs kungens fogde Joen Amundsson sitta på Wmme Gård. Året därpå tillträdde fogden Nils Olsson. Eftersom gården gick med stor förlust misstänktes Nils Olsson för oredlighet, varför han kallades till Stockholm 1566 och därefter ersattes med Lasse Joensson. Denne menade att gården inte kunde bli lönsam och föreslog att den skulle läggas ned. Kungen beslutade samma år att bönderna skulle få bruka ängarna och skatta för dem, medan fogden skulle låta bruka fiskeriet för konungens räkning. Kungsgårdens byggnader skulle finnas kvar till kungens behov. Därefter fungerade gården som fogdesäte och omtalades då som Backa kungsgård.

## Kungsgården diskuteras för en ny stadsbildning
Under 1500-talet och fram till 1607 och tillkomsten av Lycksele marknad hölls två gånger om året – vid Vårfruafton i mars och Tomasmäss i december – lappmarknad med regionens samer, dels i Granö, dels vid kungsgården och den närbelägna sockenkyrkan i Umeå, där det med tiden växte fram en kyrkstad. Handelsförbindelserna sträckte sig både västerut mot Umeå lappmark och till ångermanländska socknar som Junsele och Ramsele.
Dessa marknader – liksom närheten till hamn i Umeälven – antas ha spelat roll för det första försöket att anlägga staden Umeå i anslutning till Backens kyrka år 1588. Detta år utfärdade kung Johan III stadsprivilegier för denna nya stad. Den upprättade stadsplanen var dock alltför liten, varför de borgare som bosatt sig i närheten av kyrkan skrev till kungen om att få disponera Backa kungsgård för den nya stadens räkning. Detta skedde emellertid inte, troligen för att fogden motsatte sig ett förslag som skulle ha berövat honom både bostad och inkomster. Följden blev att borgarna snart lämnade platsen och den första stadsbildningen i Umeå misslyckades.

## I privat ägo
Befallningsman Joen Jonsson köpte 1628 kungsgården med skattemannarätt för sig och sina arvingar. Hans son Daniel Jonsson sålde den 1644 till 24 av Umeå stads borgare. Avsikten var att jorden skulle komma staden till del, men den blev alltså enskild egendom.
På 1660-talet blev det tvist om äganderätten till Kungsgården, vilket slutade med att den fastställdes som borgarnas enskilda egendom. Räntan tillföll dock staden. År 1667 återlöste kyrkan den del av prästbordet som låg under Kungsgården.[källa behövs] I början av 1700-talet övertogs ägandet av personer som inte var bosatta inom staden.
Den väg som möter Häradsvägen mellan Grisbacka och Grubbe kallas Kungsgårdsvägen efter denna gård.

## Hade kungsgården en äldre historia?
Israel Lindahl (1718–1793) hävdar i sin Beskrivning över Umeå socken och Umeå stad (1771) att Umeå kungsgård var ett kyrkogods som ursprungligen innehafts av munkar men som efter reduktionen försålts till privatpersoner. Godset skulle därefter ha köpts av några borgare i Umeå stad, som därefter donerat marken. Enligt Johan Nordlander var dock detta påstående grundlöst.